# Walter Clopton Wingfield
Il Maggiore Walter Clopton Wingfield (16 ottobre 1833 – 18 aprile 1912) è stato un militare, inventore e tennista britannico, nato in Galles.
Fu l'inventore del tennis moderno (1874), che chiamò Sphairistikè (dal greco "gioco della palla").
Wingfield viveva nella città di Llanelidan, il Galles, quando brevettò le reti che aveva inventato per il nuovo sport nel 1873. Fu l'autore di due libri: Il Libro del Gioco e L'importanza del Gioco, le Regole del Tennis. Ha anche inventato la bicicletta farfalla. Fu introdotto nella International Tennis Hall of Fame nel 1997.